# Odro
Odro ist eine Alp und Rustici-Siedlung oberhalb von Vogorno im tessinischen Verzascatal in der Schweiz.

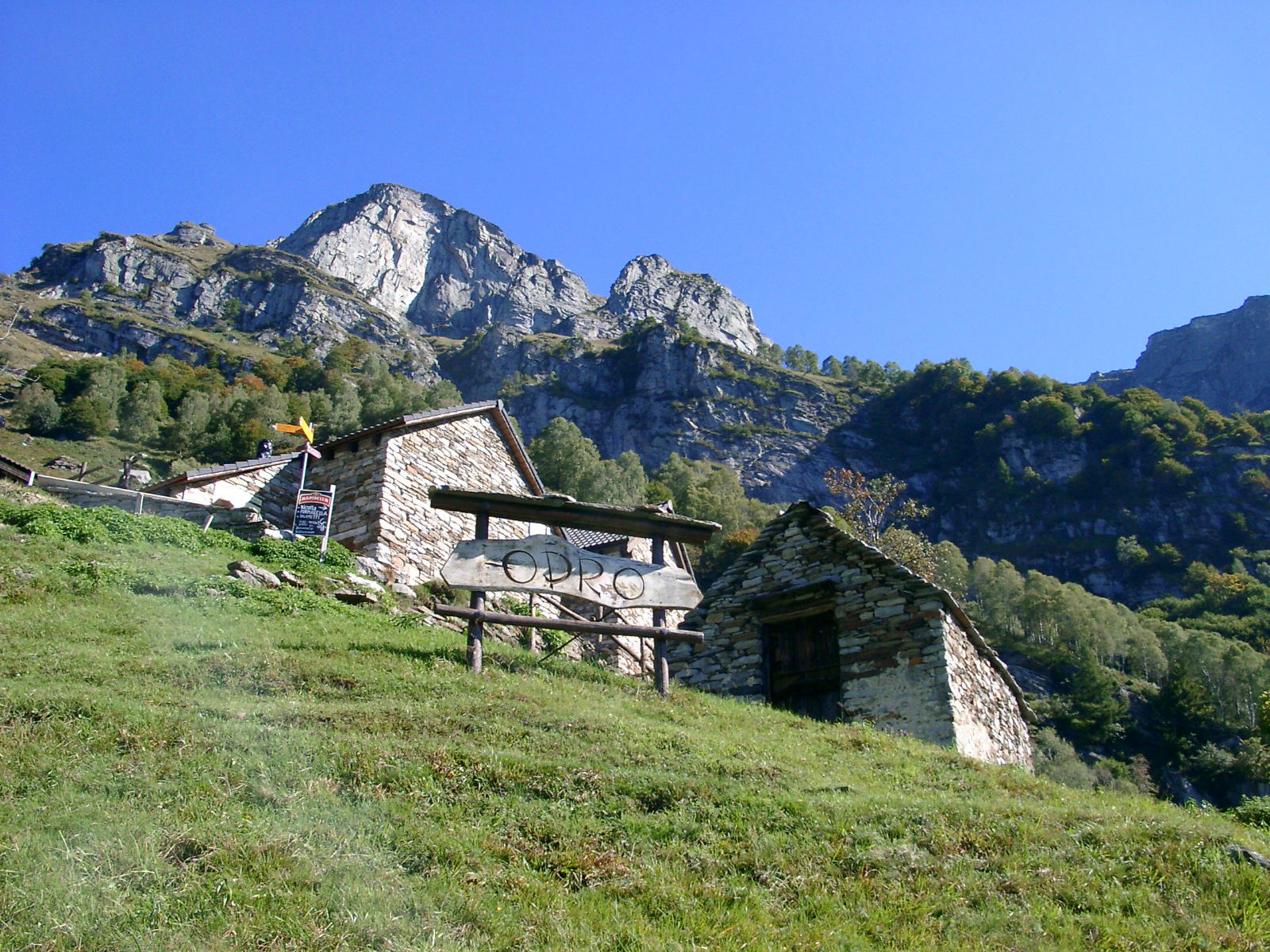
Alp Odro

## Geographie
Odro ist eine Fraktion der ehemaligen Gemeinde Vogorno (heute Teil der Gemeinde Verzasca). Der gekennzeichnete Wanderweg von Vogorno nach Odro passiert etwa auf halbem Wege die Alp Stavell. Zwischen Stavell und Odro ist der Wald von Birken geprägt. Von Odro aus bietet sich ein sehr schöner Ausblick auf die umliegenden Tessinerberge und auf einen Teil des Lago Maggiore und des Lago di Vogorno.

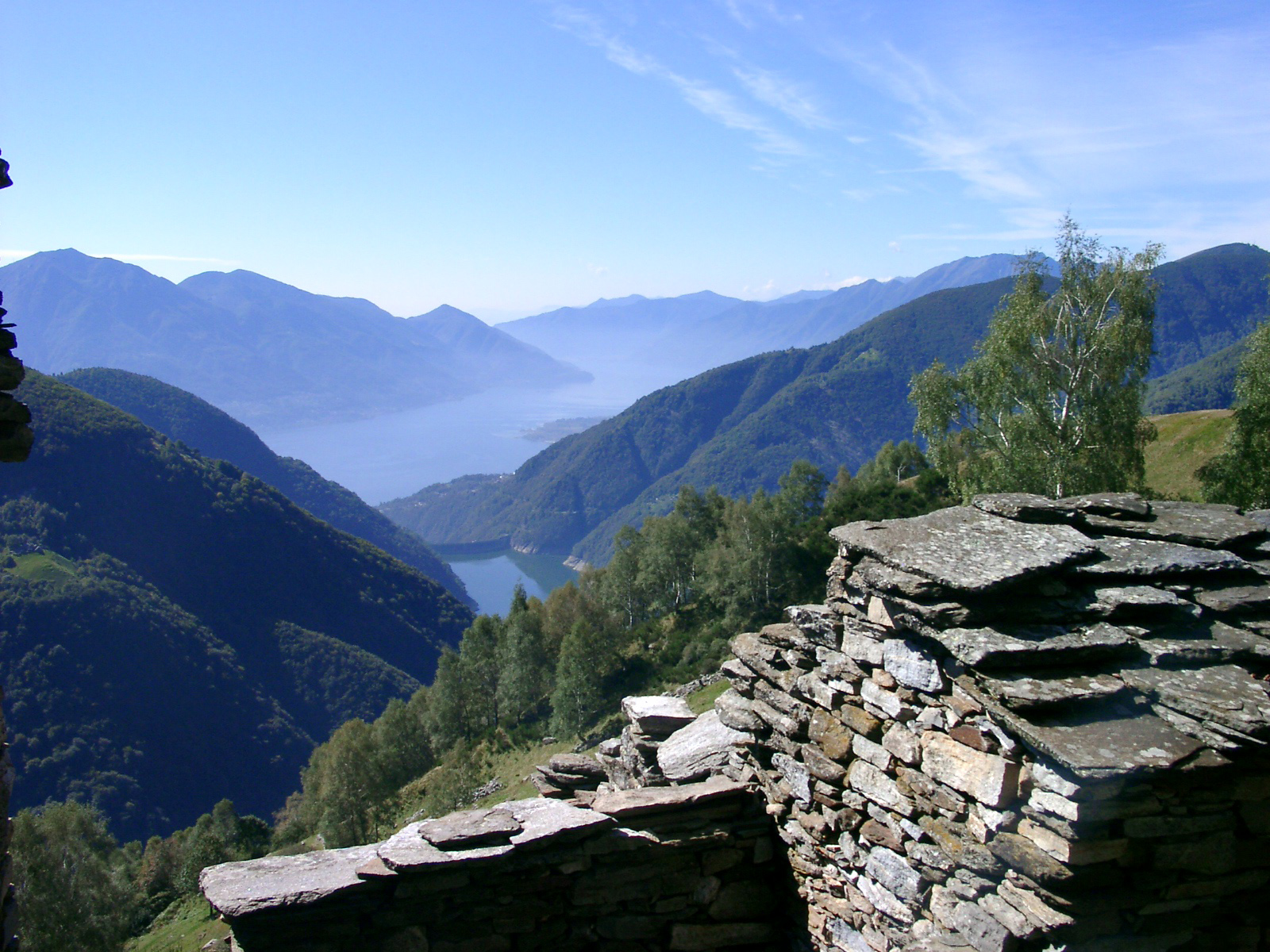
Blick zum Lago Maggiore

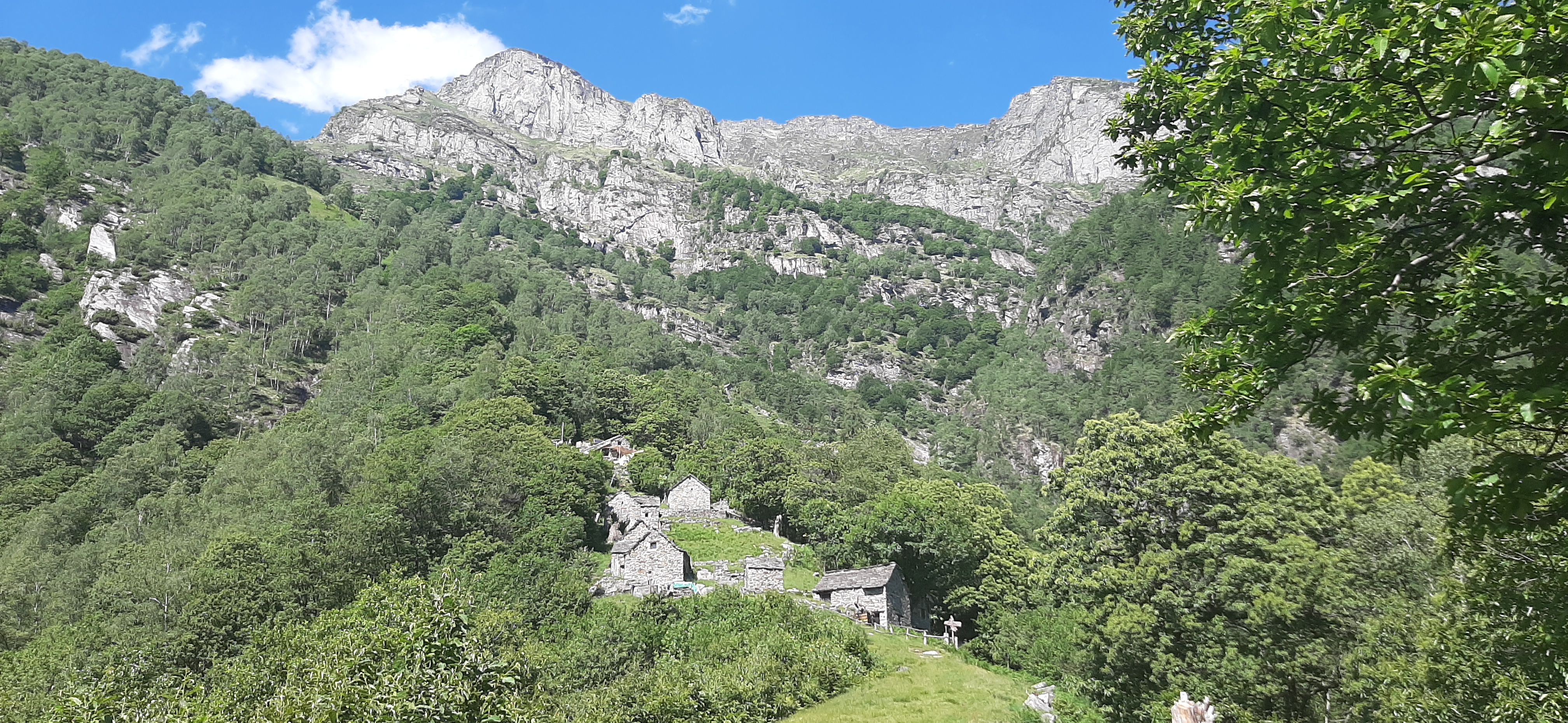
Alp Stavell auf halbem Wege zwischen Vogorno und Alp Odro

## Wirtschaft
Auf Odro werden schwarze Verzascaziegen gesömmert. Aus der Ziegenmilch wird Ziegenkäse hergestellt, welcher schweizweit und auch im nahen Ausland als Spezialität verkauft wird.

## Sehenswürdigkeiten
- In Odro befindet sich ein Museum, das der Wildheuerei gewidmet ist. Odro liegt auf einer Höhe von 1200 bis 1300 m. ü. M. und ist nur über steile Waldpfade erreichbar.
- Ein Teil der Rustici auf der Alp Odro ist zu Ferienlagern ausgebaut, die zentral vermietet und hotelmässig betrieben werden.
- Zwei Schalensteine im Ortsteil Ticc Zot (1240 m ü. M.)[1]

## Sonstiges
Im Juni 2008 sendete das erste deutsche Fernsehen ARD von Odro aus morgendliche Beiträge über die zur gleichen Zeit im nahen Ascona logierende und in Tenero trainierende deutsche Fussballnationalmannschaft.